# L'elettione di Urbano Papa VIII
L'elettione di Urbano Papa VIII è un poema di Francesco Bracciolini (Roma, 1628) di genere epico-allegorico e mette in scena, in una Roma sconvolta dai disordini dopo che il soglio è rimasto vacante per la morte di papa Gregorio XV, una battaglia tra Vizi e Virtù per il controllo della capitale e dell'elezione del nuovo pontefice.
All'interno della narrazione, numerose digressioni riprendono e variano racconti mitologici (per esempio quella di Orfeo ed Euridice, totalmente riscritta dal Bracciolini) oppure vicende esemplari storiche e bibliche.
A partire dal canto XIV ha luogo, nel palazzo della Memoria, un lungo excursus sulle origini e la storia della famiglia Barberini, mentre negli ultimi canti sono dettagliatamente narrate le fasi del conclave.
Il poema, nonostante l'argomento dichiaratamente celebrativo, alterna i toni eroici ed encomiastici a situazioni realistiche e comiche, e appare un esperimento unico nel suo genere.
Un'edizione moderna del poema è uscita nel 2006 presso la casa editrice La Finestra.

## Prima edizione
- Francesco Bracciolini, L'elettione di Urbano Papa VIII, Roma, s.n.t., 1628.